# یوسوکه کوندو (بازیکن فوتبال، زاده ۱۹۸۶)
یوسوکه کوندو (ژاپنی: 近藤 祐輔؛ زادهٔ ۱۹ اوت ۱۹۸۶) یک بازیکن فوتبال اهل ژاپن است.
از باشگاه‌هایی که در آن بازی کرده‌است می‌توان به باشگاه فوتبال تسپاکوستاسو گونما اشاره کرد.